# Reach for the Sky (음반)
| 전문가 평가   | 전문가 평가 |
| 평가 점수     | 평가 점수   |
| 출처          | 점수        |
| ------------- | ----------- |
| AllMusic      | [ 1 ]       |
| Rolling Stone | [ 2 ]       |

《Reach for the Sky》는 1980년 8월에 발매된 미국의 서던 록 밴드 올맨 브라더스 밴드의 일곱 번째 스튜디오 음반이다. 이 음반은 《Seven Turns》 음반으로 돌아올 때까지 드러머 자이 조하니 조한슨이 피처링한 마지막 음반이었다.

## 배경
《Reach for the Sky》는 카프리콘 레코드가 아닌 다른 레이블에서 발매한 첫 올맨 브라더스 밴드의 음반이었다. 댄 톨러가 기타를, 데이비드 골드플라이가 베이스를 담당한 그들의 두 번째 음반이었다. 그 밴드는 스콧 매클렐런이 설립한 스튜디오인 조지아주 룩아웃 마운틴의 피라미드 아이 스튜디오에서 그 음반을 녹음했다. 뒷면 커버 아트는 테네시주 룩아웃 마운틴의 선셋 록 꼭대기에 있는 밴드를 보여준다.

## 곡 목록
| #  | 제목                             | 작사·작곡          | 재생 시간 |
| -- | -------------------------------- | ------------------ | --------- |
| 1. | 〈Hell & High Water〉            | 디키 베츠          | 3:37      |
| 2. | 〈Mystery Woman〉                | 그렉 올맨, 댄 톨러 | 3:35      |
| 3. | 〈From the Madness of the West〉 | 베츠               | 6:37      |
| 4. | 〈I Got a Right to Be Wrong〉    | 베츠               | 3:44      |

| #  | 제목                   | 작사·작곡                    | 재생 시간 |
| -- | ---------------------- | ---------------------------- | --------- |
| 1. | 〈Angeline〉           | 베츠, 조니 코브, 마이크 롤러 | 3:43      |
| 2. | 〈Famous Last Words〉  | 베츠, 코브, 보니 브램릿      | 2:48      |
| 3. | 〈Keep On Keepin' On〉 | 베츠, 톨러                   | 4:11      |
| 4. | 〈So Long〉            | 올맨, 톨러                   | 6:54      |